# نورمان لييت
نورمان لييت (بالإنجليزية: Norman Leet)‏ هو لاعب كرة قدم بريطاني في مركز الدفاع، ولد في 13 مارس 1962 في ليستر في المملكة المتحدة. لعب مع ليستر سيتي.